# Armatura wodna
Armatura wodna (od łac. armare – wyposażać) – w ogólnym znaczeniu, pomocnicze wyposażenie instalacji wodnej, umożliwiające jej właściwe wykorzystanie.

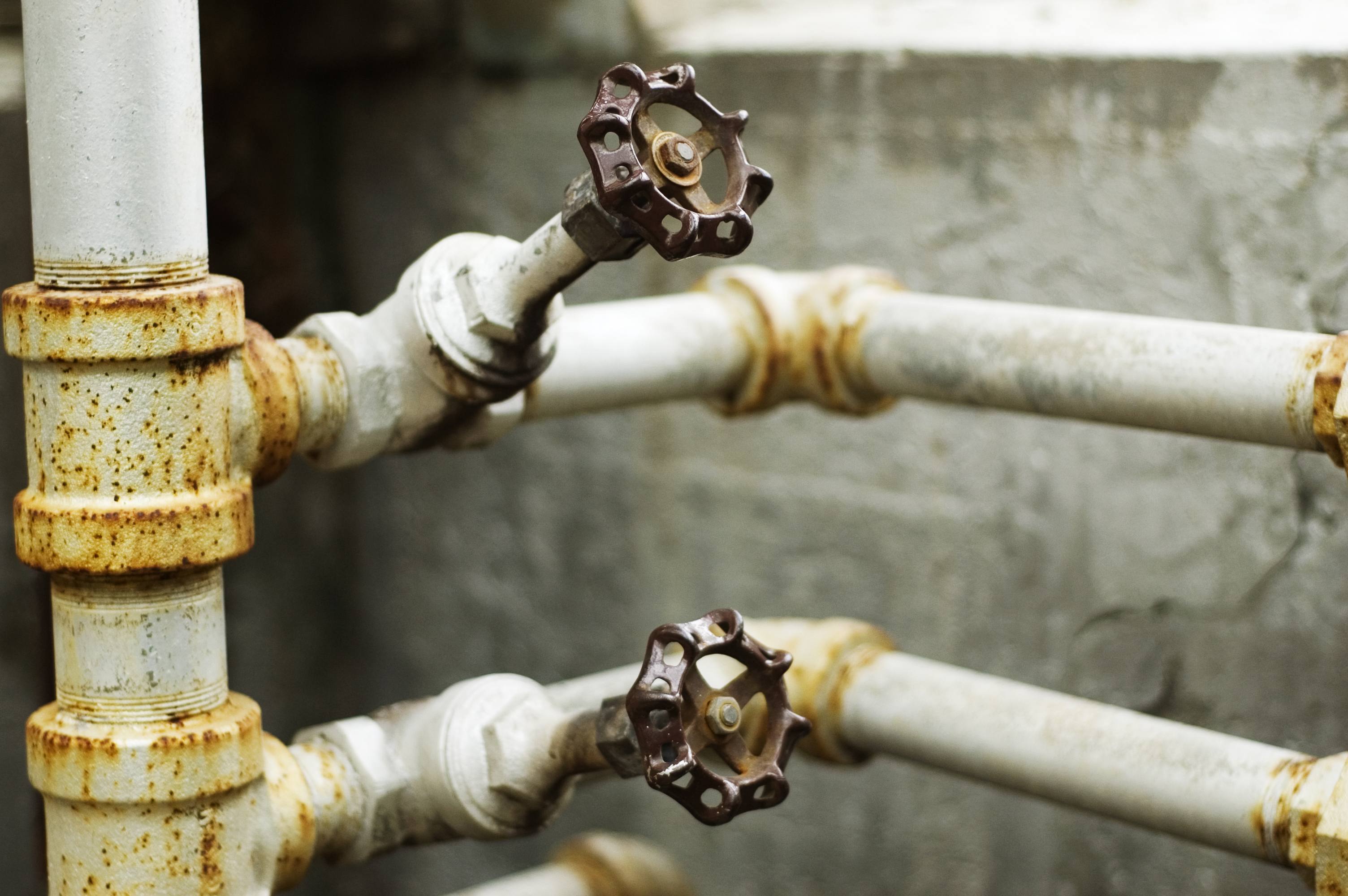
Instalacja wodna z zamontowanymi zasuwami

Do elementów armatury wodnej zalicza się:
- Kształtki,
- kurki kulowe,
- zawory i kurki podłączeniowe (do podłączania np. armatury łazienkowej),
- zawory i kurki czerpalne (do podłączania np. węży ogrodowych),
- zawory zwrotne (jednokierunkowe),
- zasuwy,
- filtry,
- przyłącza elastyczne,
- złączki.
- redukcje

W przypadku sprzętu pożarniczego armatura wodna to sprzęt składający się z elementów łączących początkowe lub końcowe części zasadniczego sprzętu gaśniczego, jakim są pompy i węże pożarnicze. Zalicza się do niej:
- łączniki,
- nasady,
- przełączniki (redukcje),
- pokrywy,
- klucze do łączników i hydrantów,
- rozdzielacze,
- zbieracze,
- regulatory ciśnienia,
- smoki ssawne,
- pływaki,
- prądownice
- działka wodne,
- zbiorniki przenośne.